# Thor: Ragnarok (Original Motion Picture Soundtrack)
Die Musik zum Film Thor: Tag der Entscheidung von Taika Waititi wurde von Mark Mothersbaugh komponiert und am 20. Oktober 2017 von Hollywood Records als Download veröffentlicht.

## Produktion

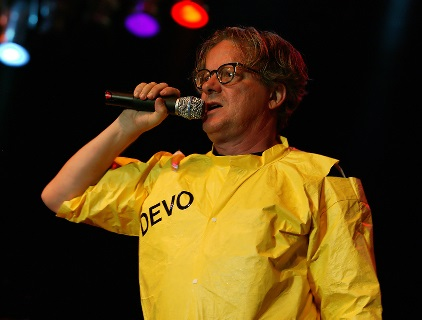
Mark Mothersbaugh war bis 1991 Hauptsänger, Keyboarder und Gitarrist der US-amerikanischen New-Wave- und Synth-Rock-Band Devo

Im August 2016 wurde Mark Mothersbaugh als Komponist für die Musik zum Film Thor: Tag der Entscheidung von Taika Waititi verpflichtet. Mothersbaugh war die bisherige Arbeit von Taika bekannt, als er einen Anruf von Marvel erhalten hatte. Nach seiner Aussage war er von der Möglichkeit einer Zusammenarbeit begeistert, besonders weil er Taikas Interesse an Retro-Synths teilte und freute sich, eine eigene Interpretation des Marvel-Sounds zu schaffen. Ein gegen frühere Marvel-Filme gerichteter Vorwurf war, die Musik für diese sei nur wenig einprägsam und immer irgendwie ähnlich klingend gewesen. Mothersbaugh war bis 1991 der Hauptsänger, Keyboarder und Gitarrist der US-amerikanischen New-Wave- und Synth-Rock-Band Devo und brachte Elemente dieser Musikrichtungen in die Filmmusik von Thor: Ragnarok ein. 
Die Titel einiger auf dem Soundtrack enthaltenen Musikstücke wie Thor: Ragnarok, Where's the Sword? und Asgard Is a People beziehen sich auf die Götterwelt der Nordischen Mythologie und die Ragnarök, den Originaltitel des Films und damit auf die Sage vom Untergang der Götter, wie es die Völuspá prophezeit. Die Aufnahme entstand in den Abbey Road Studios in London, und Mothersbaugh produzierte den Soundtrack gemeinsam mit Alan Meyerson.

## Veröffentlichung
Der Soundtrack zum Film umfasst 23 Musikstücke und wurde am 20. Oktober 2017 von Hollywood Records als Download und am 10. November 2017 auch in physischer Form veröffentlicht.

## Titelliste

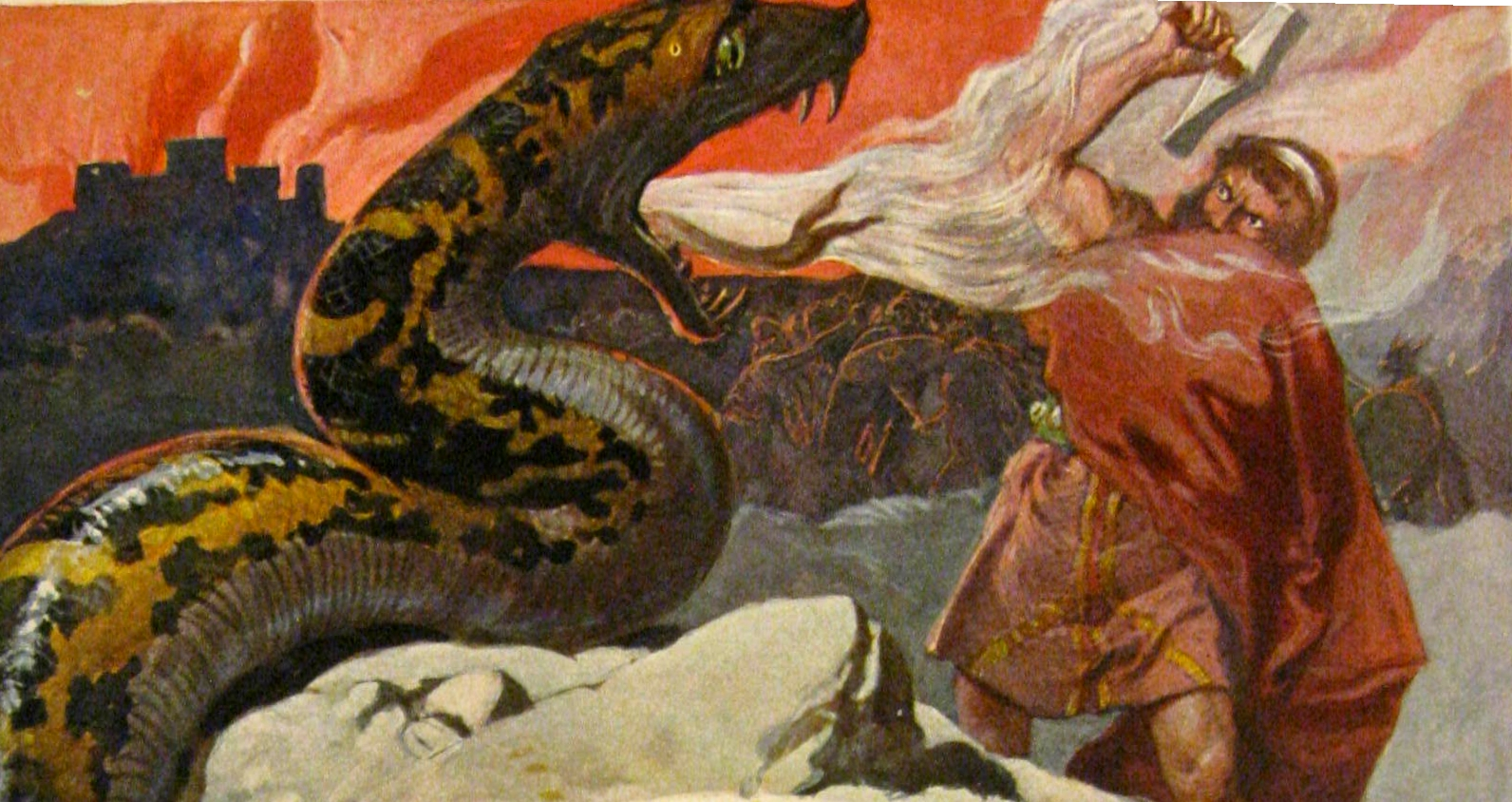
Thor kämpft in der Ragnarök gegen die Midgardschlange

1. Ragnarok Suite
2. Running Short on Options
3. Thor: Ragnarok
4. Weird Things Happen
5. Twilight of the Gods
6. Hela vs. Asgard
7. Where Am I?
8. Grandmaster's Chambers
9. The Vault
10. No One Escapes
11. Arena Fight
12. Where's the Sword?
13. Go
14. What Heroes Do
15. Flashback
16. Parade
17. The Revolution Has Begun
18. Sakaar Chase
19. Devil's Anus
20. Asgard Is a People
21. Where To?
22. Planet Sakaar
23. Grandmaster Jam Session

## Rezeption
Der Filmmusikkritiker Mihnea Manduteanu beschreibt Mothersbaughs Arbeit als „Musik für die Ewigkeit.“ Er habe die in letzter Zeit eher glanzlose Musik für Marvel-Filme durch eine Komposition ersetzt, die von Anfang bis Ende spannend, emotional und nostalgisch sei und damit neue Maßstäbe für spektakuläre Action-Superhelden-Filmmusik setze. Die Filmmusik komme auch ohne ein denkwürdiges Hauptthema aus, wie zuvor von Brian Tyler oder Alan Silvestri für das Filmuniversum geschaffen, so Manduteanu weiter. Sowohl durch ihre orchestralen, als auch durch ihre retro-elektronischen Elemente sei die Filmmusik ein Fest, so Manduteanu, weil der Komponist die richtige Balance zwischen beiden finde.

## Charterfolge
Am 27. Oktober stieg der Soundtrack auf Platz 22 in die Soundtrack Albums Charts im Vereinigten Königreich und am 17. November 2017 auf Platz 13 in die US-amerikanischen Soundtrack Album-Charts ein. Der Soundtrack hatte bislang in den American iTunes-Charts am 4. November 2017 auf Platz 34 und in den British iTunes-Charts am 26. Oktober 2017 auf Platz 64 seine höchste Positionierung.

## Auszeichnungen
Am 18. Dezember 2017 gab die Academy of Motion Picture Arts and Sciences bekannt, dass sich Mark Mothersbaughs Arbeit auf einer Shortlist befindet, aus der die Nominierungen in der Kategorie Beste Filmmusik im Rahmen der Oscarverleihung 2018 erfolgen werden. Im Folgenden eine Auswahl von Nominierungen im Rahmen weiterer Filmpreise.
Hollywood Music in Media Awards 2017
- Nominierung in der Kategorie Original Score: Sci-Fi/Fantasy Film (Mark Mothersbaugh)[11]